# Ekbräken
Ekbräken (Gymnocarpium dryopteris) är en relativt vanlig ört tillhörande familjen hällebräkenväxter. Den är utan tvekan den vanligast förekommande arten i släktet ekbräknar.
Ekbräken blir mellan 10 och 40 centimeter hög. Stjälken är ganska lång, brun och kal. På de tre huvudsakliga bladflikarna, som är grovt triangulära till formen, så finns ett antal parvis fästade småblad som i sin tur har ett flertal parvis fästade småflikar. Bladen är ihoprullade till ett klot innan de utvecklats fullständigt. Under bladen finns runda sporgömslen utan svepefjäll. Den blommar mellan juli och september.
Artens utbredning inkluderar bland annat Kanada, Skottland och hela Norden med undantag för vissa delar av Island. Den växer normalt på mager skogsmark, gärna nära bäckar samt i steniga partier och bergsskrevor. Den förekommer ofta även i bestånd.

## Artens namn
Artepitetet dryopteris är en sammansättning av de latinska orden drys (ek) och pteris (ormbunke). Detta sammansatta ord använde redan Pedanius Dioskorides för att beskriva växter som förekommer i närheten av ekar. Idag är Dryopteris också det vetenskapliga namnet på ett annat släkte ormbunksväxter, nämligen lundbräknar.